# Anthea Comellini
 (février 2023).
Si vous disposez d'ouvrages ou d'articles de référence ou si vous connaissez des sites web de qualité traitant du thème abordé ici, merci de compléter l'article en donnant les références utiles à sa vérifiabilité et en les liant à la section « Notes et références ».
Anthea Comellini est une astronaute de réserve italienne de l'Agence spatiale européenne.

## Biographie
Anthea Comellini naît le 31 mars 1992 à Chiari en Italie (Lombardie).
Anthea Comellini est :
- diplômée d’un bachelor de l’université Polytechnique de Milan en 2014
- puis d’un Master en ingénierie spatiale dans la même école en 2017, effectuant en même temps un diplôme d’ingénieur à l’école ISAE-SUPAERO de Toulouse dans le cadre d’un programme de double diplôme.
- obtient son doctorat en navigation autonome pour les rendez-vous spatiaux de l'ISAE-SUPAERO au sein de Thales Alenia Space à Cannes et Toulouse, France, en 2021.

Au cours de son doctorat, elle passe quatre mois en tant que chercheuse invitée au laboratoire de robotique mobile et systèmes autonomes de Polytechnique Montréal, Canada.
Outre sa langue maternelle, l'italien, elle parle couramment le français et l'anglais et possède des compétences de base en russe.
Après avoir terminé son doctorat chez Thales Alenia Space, Anthea Comellini travaille comme ingénieur en dynamique de vol dans la détermination d'orbite pour des missions interplanétaires avec le Centre européen des opérations spatiales ESOC de l'ESA à Darmstadt, en Allemagne, de 2021 à 2022, où elle a mené des opérations de navigation dans l'espace lointain sur des missions telles que BepiColombo, GAIA , Mars Express et ExoMars Trace Gas Orbiter.
Depuis septembre 2022, Anthea Comellini travaille comme ingénieur GNC (Guidance, Navigation, and Control) et AOCS (Système de commande d'attitude et d'orbite) au sein du département recherche et développement du Centre spatial de Cannes - Mandelieu.

## Publications
Anthea Comellini publie :
- AIAA Journal of Guidance Dynamics and Control, 2020, Incorporating delayed and multi-rate measurements in navigation filter for autonomous space rendezvous. Comellini A., Casu D. et al.
- IEEE Transaction on Aerospace and Electronic Systems, 2021, Global descriptors for visual pose estimation of a non-cooperative target in space rendezvous. Comellini A., et al.
- 42nd IEEE Aerospace Conference, 2021, Robust navigation solution for vision-based autonomous rendezvous. Comellini A., et al.
- 11th International Conference on Information, Intelligence, Systems and Applications, 2020. Vision-based navigation for autonomous space rendezvous with non-cooperative targets. Comellini A., et al.
- International Astronautical Congress (IAC), 16th IAA Symposium on Space Debris, 2018. The semi-controlled reentry: development of a simulator and feasibility study. Comellini A., et al.
- 28th International Symposium on Space Flight Dynamics (ISSFD, August 29-September 2 2022). Effects on Spacecraft Radiometric Data at Bepi-Colombo Superior Solar Conjunctions.

## Distinctions
Anthea Comellini entre, en mars 2023, à l'Académie des technologies.

## Autres activités

### Pilote
Anthea Comellini est pilote en aviation privée, titulaire d’une licence de pilotage, son école ayant sélectionné les 30 meilleurs, leur offrant le permis.

### Astronaute
Anthea Comellini est astronaute

### Sports
Anthea Comellini pratique la course d’orientation et la natation.

### Loisirs
Anthea Comellini pratique de nombreuses activités artistiques – dessin, artiste peintre , guitariste , poètesse.